# Porterella
- Commons
- Wikispecies

Porterella é um gênero botânico pertencente à família Campanulaceae. A espécie é nativa do oeste dos Estados Unidos, da Califórnia ao Wyoming, onde cresce em locais úmidos, como lagoas ou pastagens, às vezes apenas na beira dágua ou parcialmente submersa. É uma erva que contém um caule ereto a uma altura máxima de cerca de 30 centímetros.
1. ↑  «Porterella — World Flora Online». www.worldfloraonline.org. Consultado em 19 de agosto de 2020